# Cis (djur)
För andra betydelser, se Cis.
Cis är ett släkte av skalbaggar som beskrevs av Pierre André Latreille 1796. Cis ingår i familjen trädsvampborrare.

## Bildgalleri

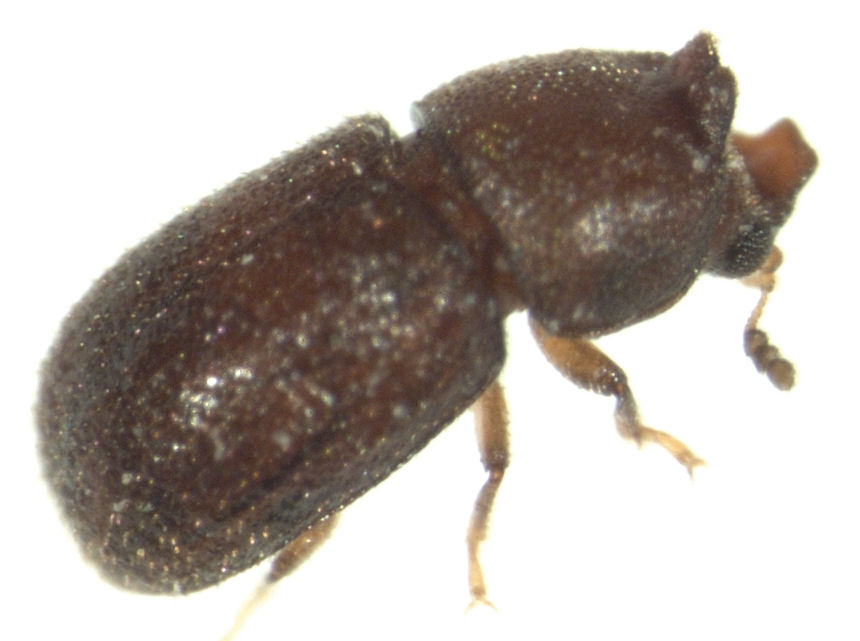
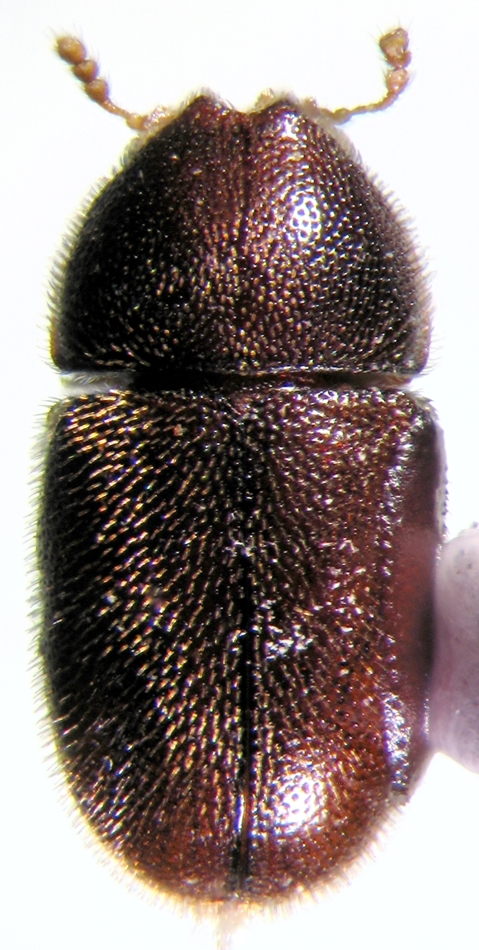
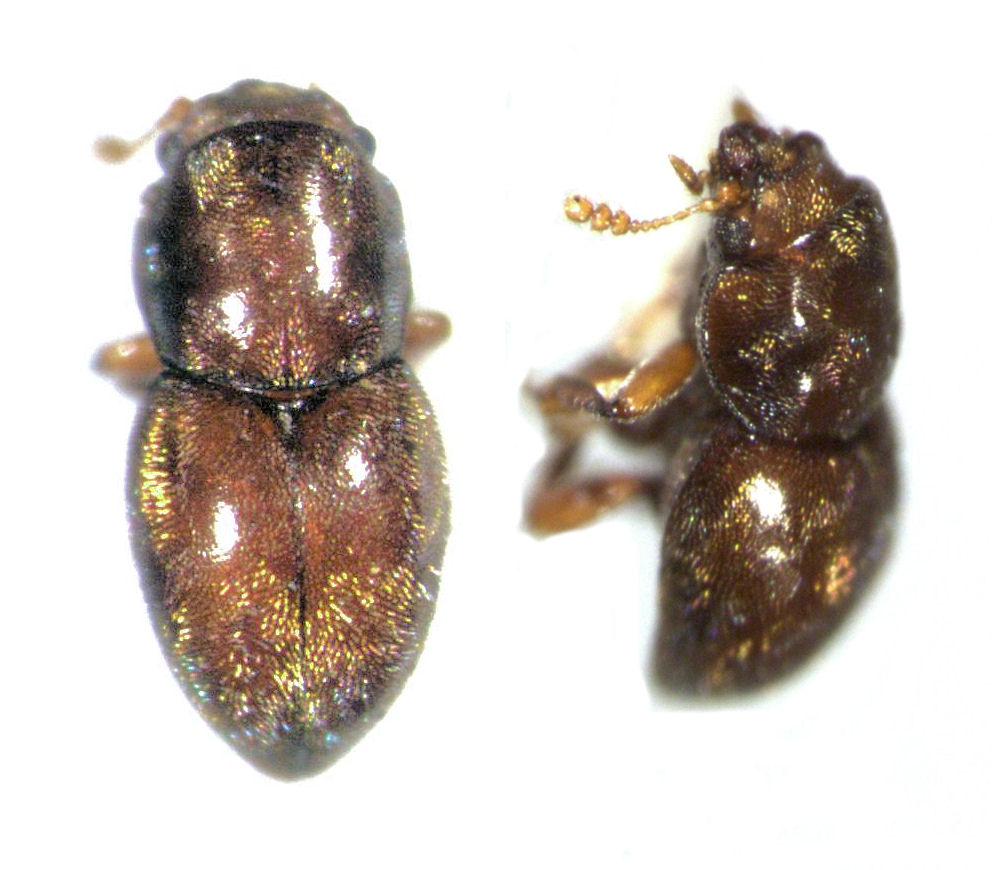
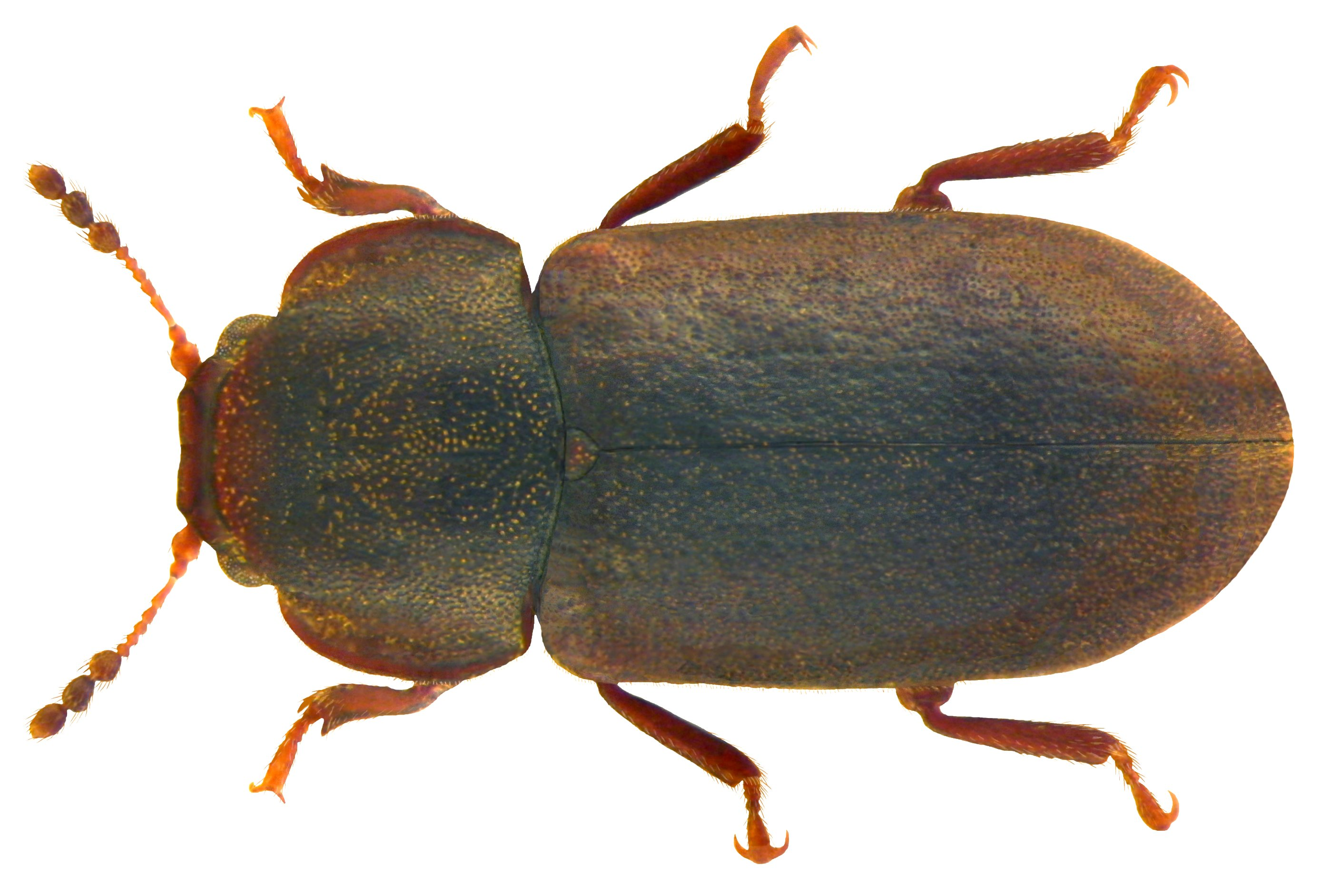
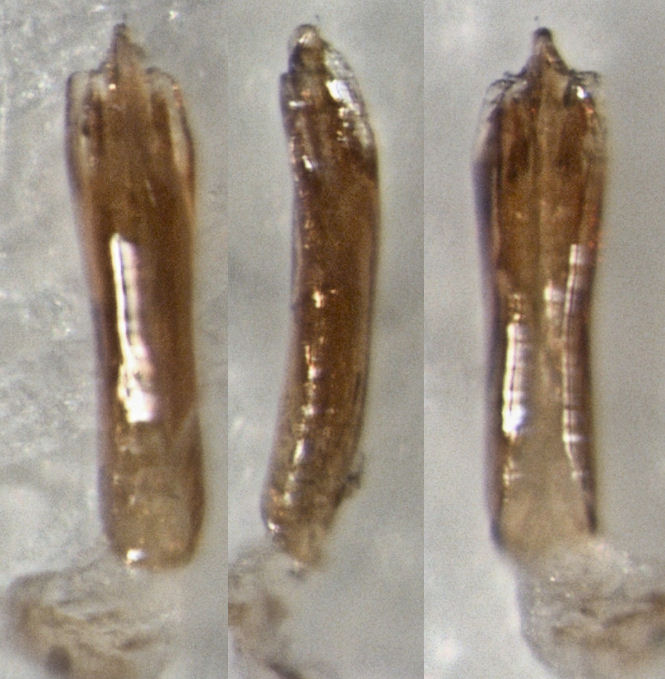
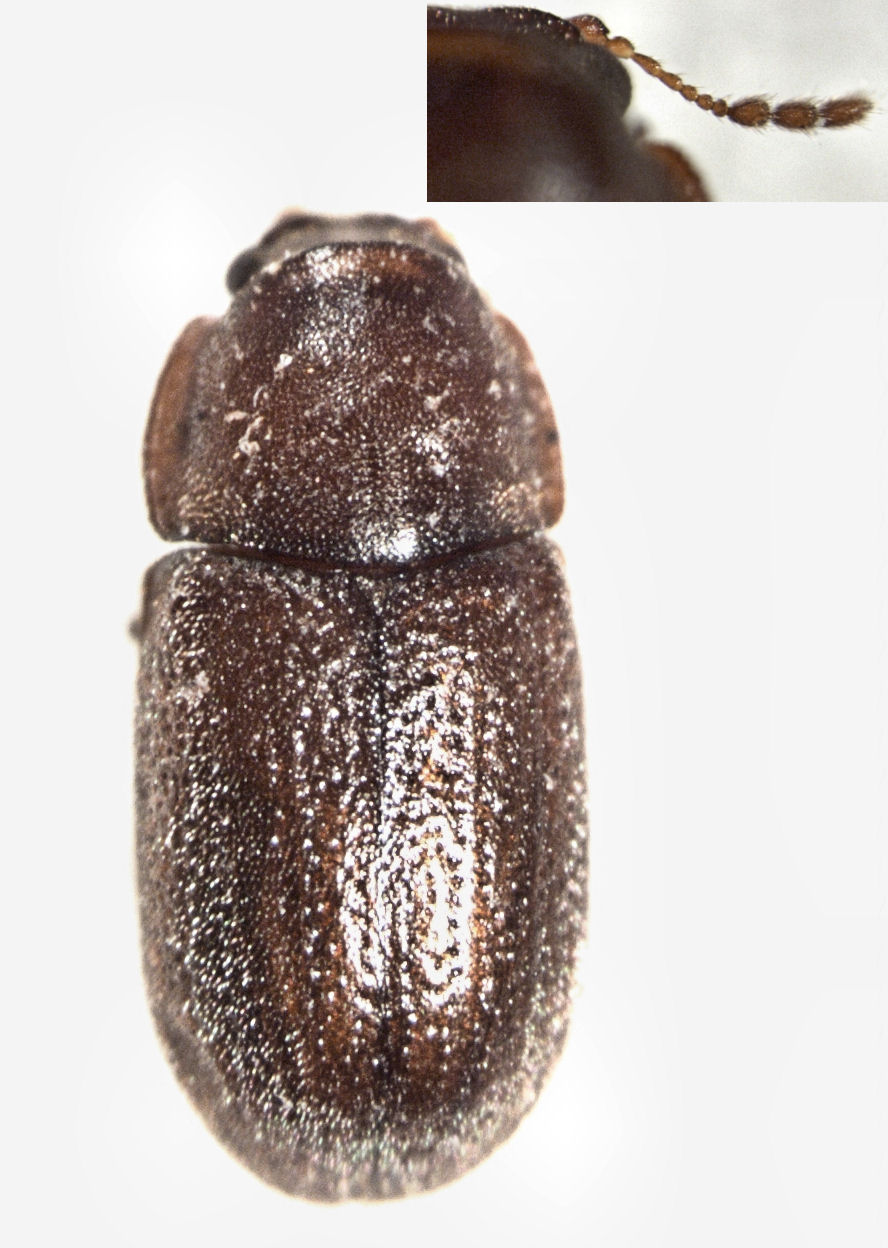

## Dottertaxa tillCis, i alfabetisk ordning[1][2]
- Cis acritus
- Cis alienus
- Cis americanus
- Cis angustiformis
- Cis angustus
- Cis biarmatus
- Cis bicolor
- Cis bimaculatus
- Cis boleti
- Cis breviformis
- Cis calidus
- Cis castlei
- Cis cayensis
- Cis chloroticus
- Cis cognatissimus
- Cis congestus
- Cis cornelli
- Cis cornutus
- Cis creberrimus
- Cis crinitus
- Cis diminutivus
- Cis discolor
- Cis dracaenae
- Cis dunedinensis
- Cis duplex
- Cis ephippiatus
- Cis evanescens
- Cis fallax
- Cis festivulus
- Cis floridae
- Cis fuscipes
- Cis gravipennis
- Cis haleakalae
- Cis hirsutus
- Cis horridulus
- Cis huachucae
- Cis hystriculus
- Cis immaturus
- Cis insulicola
- Cis kauaiensis
- Cis krausi
- Cis laeticulus
- Cis laminatus
- Cis levettei
- Cis longipennis
- Cis maritimus
- Cis megastictus
- Cis miles
- Cis mimus
- Cis mirabilis
- Cis molokaiensis
- Cis nesiotes
- Cis niedhauki
- Cis nigrofasciatus
- Cis nudipennis
- Cis pacificus
- Cis paritii
- Cis pistoria
- Cis porcatus
- Cis quadridentatus
- Cis robiniophilus
- Cis roridus
- Cis rotundulus
- Cis setarius
- Cis signatus
- Cis simulator
- Cis stereophilus
- Cis striolatus
- Cis subfuscus
- Cis subtilis
- Cis tabidus
- Cis tetracentrum
- Cis tridentatus
- Cis tristis
- Cis unicus
- Cis ursulinus
- Cis vagans
- Cis versicolor
- Cis vitulus